# Edward Robbins

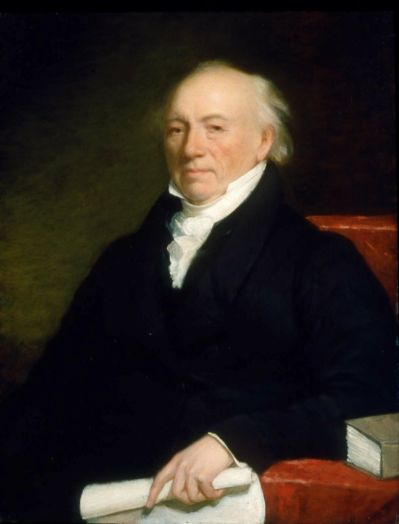
Edward Robbins

 Edward Hutchinson Robbins (* 9. Februar 1758 in Milton, Province of Massachusetts Bay; † 29. Dezember 1829 ebenda) war ein US-amerikanischer Politiker. Zwischen 1802 und 1806 war er Vizegouverneur des Bundesstaates Massachusetts.

## Werdegang
Im Jahr 1775 absolvierte Edward Robbins die Harvard University. Nach einem anschließenden Jurastudium und seiner 1779 erfolgten Zulassung als Rechtsanwalt begann er in diesem Beruf zu arbeiten. Er war auch Mitglied in der verfassungsgebenden Versammlung seines Staates. Zwischen 1793 und 1802 war er Präsident des Repräsentantenhauses von Massachusetts. Zwischenzeitlich fungierte er auch als Nachlassrichter im Norfolk County. 1799 wurde Robbins in die American Academy of Arts and Sciences gewählt. Er war Mitglied der Föderalistischen Partei.
Nach dem Tod von Vizegouverneur Samuel Phillips im Jahr 1802 wurde Robbins zu dessen Nachfolger gewählt. Dieses Amt bekleidete er zwischen 1802 und 1806. Dabei war er Stellvertreter von Gouverneur Caleb Strong. In den Jahren 1806 und 1808 kandidierte er jeweils für das Repräsentantenhaus der Vereinigten Staaten, unterlag aber beide Male Ebenezer Seaver von der Demokratisch-Republikanischen Partei. Edward Robbins starb am 29. Dezember 1829 in Milton, einer Stadt im Großraum Boston. Er war ein Vorfahre der fünften Generation von Präsident Franklin D. Roosevelt.